# Herbinix
Herbinix es un género de bacterias grampositivas de la familia Lachnospiraceae. Fue descrito en el año 2015. Su etimología hace referencia a nieve de plantas, por la degradación incompleta de fibras de celulosa a un polvo blanco con aspecto similar a la nieve. Consiste en bacterias anaerobias estrictas, inmóviles y termófilas. Se ha aislado en plantas de producción de biogás. 
Contiene dos especies: Herbinix hemicellulosilytica y Herbinix luporum.